# José Ángel Cilleruelo
José Ángel Cilleruelo (Barcelona, 1960) es un poeta, narrador, traductor y crítico español.

## Obra narrativa
- Novela:
  - El visir de Abisinia (2001)
  - Trasto (2004)
  - Doménica (2007 y 2009)
  - Al oeste de Varsovia (2009)
  - Una sombra en Pekín (2011)
  - Ladridos al amanecer (2011)

- Libros de relatos:
  - Ciudades y mentiras (1998)
  - Cielo y sombras (2000)
  - De los tranvías (2001)
  - Taller de miniaturas (2025)

## Obra poética
- El don impuro (1989)
- Maleza (1995)
- Salobre (1999)
- Formas débiles (2004)
- Frágiles (2006)
- MALEZA (Ciclo completo 1990-2010)
- Tapia con Mirlo (2014)
- LA MIRADA. Antología esencial (2017)
- Pájaros extraviados (2019)
- El ausente. Cien autorretratos (2021)
- De la mano (2023)

## Poemas en prosa
- Galería de charcos (2009)
- Vitrina de charcos (2011)
- Becqueriana (2015)
- Cruzar la puerta que quedó entornada (2017)

## Aforismos
- Lunáticos (2017)
- Ventana ciega (2024)

## Diarios
- Barrio Alto (1997, libro sobre Lisboa en el que se incluyen textos narrativos, ensayísticos y poéticos)
- Almacén. Dietario de lugares (2014)
- El pabellón dorado. Dietario de lugares, 2 (2018)
- Añil. Diario de sensaciones (2021)
- Dedos de leñador. Días de 2019 (2021)
- Azada de jardín. Diario (2023)

## Estudios y antologías
- Nórdica (1994, estudio sobre la poesía reciente en asturiano)
- Antología de la Poesía Romántica Española (1997)
- Antología de la Poesía Española Contemporánea (2002)
- El arte de la pobreza. Diez poetas portugueses contemporáneos (2007)
- Poesía y ciudad (2011) (Edición en red)

## Traducciones
- Ha traducido a autores portugueses y brasileños como Eugénio de Andrade, Jorge de Sena, Joaquim Machado de Assis, Vinícius de Moraes, Joaquim Manuel Magalhães, João Miguel Fernandes Jorge, Manuel de Freitas, Jorge Gomes Miranda, Fátima Maldonado, João Luís Barreto Guimarães, Maria Azenha,Carlos de Oliveira  o la poesía del mozambiqueño Mia Couto. Ha traducido también al poeta catalán Joan Vinyoli.

## Premios literarios
- Premio Ciudad de Córdoba-Ricardo Molina (1999)
- Premio Hermanos Argensola (2004)
- Premio Málaga de Novela (2008)
- International Poetry Award of Novi Sad (2018)
- I Premio Lorenzo Gomis de Poesía (2020)

## Bitácoras en red
- El Visir de Abisinia. Blog de creación literaria
- Sortilegio. Antología poética
- El balcón de enfrente. Libro-blog de crítica poética
- Ventanilla de vagón. Dietario 2019-2024

- Datos: Q9014975